# Joe Maguire
Joe Maguire (Manchester, 18 januari 1996) is een Engels voetballer die bij voorkeur als linksback speelt. Hij stroomde in 2015 door vanuit de jeugd van Liverpool.

## Clubcarrière
Maguire werd geboren in Manchester en sloot zich op achtjarige leeftijd aan in de jeugdopleiding van Liverpool. In de voorbereiding op het seizoen 2015/16 mocht hij met het eerste elftal mee naar Thailand, Australië en Maleisië. Op 28 augustus 2015 werd hij voor één maand verhuurd aan Leyton Orient. Op 1 september 2015 maakte de linksback zijn opwachting in de Football League Trophy tegen Luton Town. Op 8 januari 2016 debuteerde hij voor Liverpool in de FA Cup tegen Exeter City. Maguire viel na 77 minuten in voor Tiago Ilori.